# Fabio Cannavaro
Fabio Mamerto Cannavaro (født 13. september 1973) er en tidligere italiensk fodboldspiller og nuværende træner for den kinesiske klub Guangzhou Evergrande og for Kinas fodboldlandshold.
Som aktiv spiller spillede han klubberne S.S.C. Napoli (1992-1995), Parma FC (1995-2002), Inter (2002-2004), Juventus (2004-2006 og 2009-10) og Real Madrid (2006-2009). Han afsluttede karrieren i Al-Ahli, hvor han efter spillerkarrieren blev en del af ledelen og fungere som assistenttræner. Som spiller opnåede han 136 landskampe for det italienske fodboldlandshold, hvor han nåede at score to gange. I sin landskamp nr. 100 vandt han finalen ved VM i fodbold 2006 over Frankrig.
Han blev af nationtrænere og -anførere fra hele verden udnævnt til verdens bedste fodboldspiller 2006 som den første og indtil videre eneste forsvarsspiller i prisens historie.